# 李慶
李 慶（り けい、生年不詳 - 1427年）は、明代の官僚。字は徳孚。本貫は北平府順義県。

## 生涯
洪武年間、国子生として右僉都御史を代行した。後に刑部員外郎に任じられ、紹興府知府に転じた。1403年（永楽元年）、召還されて刑部侍郎となった。属吏が罪人と結んで軍糧を横領していたため、李慶はかれらを逮捕して厳刑に処させた。1407年（永楽5年）、左副都御史に転じた。相次いで両親の死に遭い、辞職して喪に服し、喪が明けると復帰した。このころ勲貴の武臣の多くが子弟や家人に塩の行商を営ませていた。李慶は「旧制では、四品以上の官員の家は民と利を争うことはできないとされています。いま都督の蔡福らはすでに処罰されていますが、公侯でこの禁を犯す者がおります。調査審問なさるようお願いします」と上奏した。永楽帝は旧制どおり厳禁するよう命じた。ときに忻成伯趙彜が勝手に運夫を殺し、軍糧を横領して売りさばいていた。都督の譚青や朱崇が貪婪放縦の限りを尽くしていた。李慶はかれらを弾劾し、いずれも法吏に下された。1420年（永楽18年）12月、工部尚書に進んだ。1422年（永楽20年）、領兵部事を兼ねた。隆平侯張信とともに漠北遠征の軍糧補給輸送にあたった。
1424年（永楽22年）8月、洪熙帝が即位すると、李慶は兵部尚書に転じた。10月、太子少保の位を加えられた。大理少卿の弋謙が洪熙帝の意思に反した言論を発したため、呂震らは口々に弋謙を謗ったが、李慶と夏原吉だけが非難することがなかった。ほどなく洪熙帝は悔悟し、自己批判する勅書を下し、合わせて呂震らを責めた。山陵の事務の多くを宦官が求めていたが、李慶は権限を取り上げて与えなかった。当時の人は李慶の厳格さを憚って、「生李」と呼んだ。1425年（洪熙元年）4月、南京で地震が続き、皇太子朱瞻基が孝陵に参拝することとなると、李慶は太子に近侍して南京に下向した。太子が狩猟を行おうとすると、李慶が諫めて止めさせた。5月、洪熙帝が病床に臥し、太子が北京に召還されたが、李慶は南京に留められた。10月、南京兵部尚書となった。
1426年（宣徳元年）12月、安遠侯柳升がベトナムに遠征して黎利を討つこととなり、李慶はその下で軍務に参与するよう命じられた。1427年（宣徳2年）9月、遠征軍が鎮夷関に到達したが、柳升は敵を軽んじて備えを怠っていた。このとき李慶は病身を押して、柳升に強く諫言した。柳升は聞き入れず、倒馬坡で伏兵に遭って敗死した。李慶の病は重く、その翌日に死去した。柳升の遠征軍は全滅した。